# Brisbane Point
Der Brisbane Point ist eine Landspitze an der Nordküste Südgeorgiens. Am Südufer der Royal Bay markiert sie die westliche Begrenzung der Einfahrt zur Beaufoy Cove. Die Landspitze ist Standort einer Brutkolonie der Königspinguine.
Das UK Antarctic Place-Names Committee benannte sie 2002. Namensgeber ist der britische Antarktisforscher Matthew Brisbane (1787–1833), der James Weddell auf dem Robbenfänger Beaufoy 1823 nach Südgeorgien begleitet hatte und 1829 ebenda mit dem Robbenfänger Hope havariert war.